# Caserne Varennes

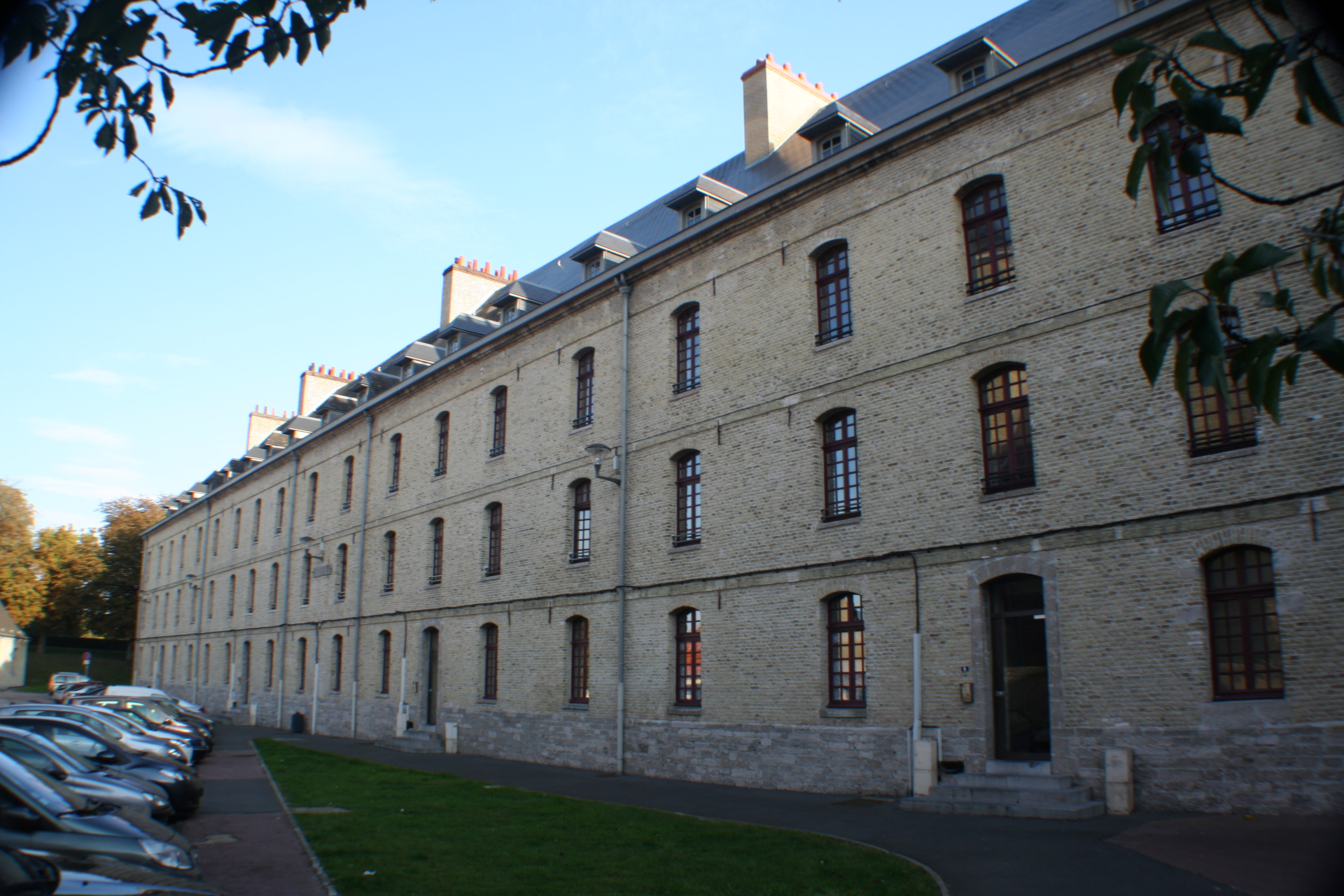
Caserne Varennes

De Caserne Varennes is een voormalige kazerne in de tot het Noorderdepartement behorende stad Gravelines.
De kazerne werd in 1737 gebouwd naar het voorbeeld van die van Vauban. Het is een groot gebouw met drie verdiepingen plus een zolderverdieping en het kon 600 soldaten herbergen: 12 personen per kamer. Aangezien het garnizoen uit 1000 personen bestond, waren er ook andere kazernes en daarnaast nog paviljoens voor de officieren. Voor die tijd werden de soldaten bij de bewoners van de stad ondergebracht, hetgeen regelmatig tot conflicten leidde.
De meeste andere kazernes zijn verdwenen nadat het garnizoen uit Gravelines verdween, maar dit gebouw bleef behouden omdat er woningen voor de stadsbewoners in werden gemaakt.